# Sáu người đi khắp thế gian
Sáu người đi khắp thế gian (tựa tiếng Anh: The Drifters) là tiểu thuyết của nhà văn James Michener, người từng đạt giải Pulitzer, xuất bản năm 1971 bởi nhà xuất bản Random House. Tác phẩm kể về sáu người trẻ từ nhiều nguồn gốc khác nhau, gặp nhau và phiêu lưu cùng nhau xuyên qua nhiều vùng của Tây Ban Nha, Bồ Đào Nha, Maroc và Mozambique. Câu chuyện được kể thông qua quan sát của người kể chuyện, George Fairbanks, một nhà phân tích đầu tư cho công ty giả tưởng World Mutual Bank ở Thụy Sĩ. Fairbanks hầu như có liên hệ với từng nhân vật theo một cách nào đó và những nhân vật này dường như được thể hiện qua ông ta xuyên suốt tác phẩm bằng cách này hay cách khác.
James Albert Michener (1907 – 1997), nhà văn nổi tiếng người Mỹ với trên 40 đầu sách. Ông từng học và giảng dạy ở nhiều trường đại học, có hơn 30 học vị tiến sĩ danh dự về nhân văn, luật, thần học, khoa học, đã từng đoạt giải Pulitzer năm 1948.
Sáu người đi khắp thế gian từng suốt sáu tháng liền nằm trong danh sách những tác phẩm bán chạy nhất New York; và trở thành cuốn sách được đông đảo bạn đọc yêu thích không chỉ ở Mỹ mà còn trên phạm vi toàn thế giới.
Tác phẩm được coi như một bách khoa thư kết hợp súng ống và hoa hồng, tình yêu và tình dục, tôn giáo và nghệ thuật, du hành và ma túy, những bản ballad và tiếng kêu thầm xé ruột. Những nhân vật trong sách là những con người đã thất vọng vì xã hội và đang nỗ lực xây dựng thế giới của riêng họ ở một miền đất khác, như những kẻ bỏ xứ ra đi.
Một bản tiếng Việt do Nguyễn Thị Bạch Tuyết dịch do Nhà xuất bản Văn học phát hành năm 2011, Công ty Văn hóa & Truyền thông Nhã Nam giữ bản quyền tiếng Việt.

## Nội dung
Bối cảnh của tiểu thuyết là thế giới những năm 1960 hỗn loạn đã xô đẩy những nhân vật gặp gỡ nhau. Mỗi nhân vật là một mảnh đời, một số phận riêng nhưng tất cả đều đang trốn chạy cuộc sống hiện tại.
Joe, một sinh viên trốn tránh lệnh quân dịch. Britta chạy trốn cuộc sống tù túng, chật hẹp ở Na Uy. Monica muốn rời xa cái bóng của người cha, một nhà ngoại giao người Anh thất bại tại Vwarda (một quốc gia châu Phi hư cấu). Cato chạy trốn cuộc chiến vì nạn phân biệt chủng tộc có vẻ đang thắng thế tại Philadelphia. Yigal muốn thoát khỏi sự giằng xé tâm can khi phải lựa chọn giữa hai quốc tịch Mỹ và Israel. Còn Gretchen muốn chạy trốn vết thương lòng từ vụ lạm dụng tình dục khi bị cảnh sát bắt giữ sau Hội nghị Quốc gia Dân chủ tại Chicago. Tất cả đều tình cờ gặp nhau tại Torremolinos.

## Địa điểm

### Giả tưởng
| - Cộng hòa Vwarda - Đèo Qarash - Nhà thờ Zambela Game | - Alamo ở Torremolinos - Quán rượu Vasca ở Pamplona - Ngân hàng World Mutual ở Thụy Sĩ |

### Thực
| - Torremolinos, Tây Ban Nha - Pamplona, Tây Ban Nha - Silves, Bồ Đào Nha - Alte, Bồ Đào Nha - Algarve, Bồ Đào Nha | - Đảo Mozambique, Mozambique - Boston, Massachusetts, Hoa Kỳ - Philadelphia, Pennsylvania, Hoa Kỳ - Marrakech, Morocco |

## Sự kiện thực
- Chiến tranh Việt Nam
- Hội nghị Quốc gia Dân chủ 1968 (1968 Democratic National Convention) và những hoạt động liên quan
- Chiến tranh Sáu ngày

## Nhân vật

### Chính
| - Joe - Britta - Monica - Cato | - Yigal - Gretchen - George Fairbanks - Harvey Holt |

### Phụ
| - Reverend Claypool Jackson - Jemail - Sir Charles Braham - Jean Victor - Big Loomis | - Clive - Mr. Melnikoff - Mr. Clifton - Hajj - Akbar Muhammad |